# Грабчук, Максим Григорьевич
Максим Григорьевич Грабчук (25 апреля 1911, Слободище, Житомирский уезд — 28 декабря 1948, Киев) — советский офицер, Герой Советского Союза, в годы Великой Отечественной войны командир понтонно-мостовой роты 19-го отдельного понтонно-мостового батальона 7-й гвардейской армии 2-го Украинского фронта, старший лейтенант.

## Биография
Родился 25 апреля 1911 года в селе Слободище Волынской губернии в крестьянской семье. Украинец. Член ВКП(б) с 1942 года.
В 1922 году окончил 6 классов, а в 1933 году — Одесский агротехникум. Работал трактористом, затем бригадиром тракторной бригады Бердичевской МТС.
С 1934 по 1936 год и с 1938 по 1940 год проходил действительную воинскую службу. Участник освобождения Западной Украины и советско-финской войны 1939—1940 годов. В 1941 году вновь призван в ряды Красной Армии.
В боях Великой Отечественной войны с июня 1941 года. Воевал на Юго-Западном, Донском, Сталинградском, 1-м Украинском, 2-м Украинском, 3-м Прибалтийском фронтах. Трижды ранен, контужен.
В августе 1943 года наши войска форсировали реку Уды под Харьковом. Самолёты врага несколько раз налетали на понтонный мост, рвали его, а он снова срастался, оживал. На М. Г. Грабчуке рубашка от пота не просыхала, трескалась до крови кожа на руках. Зато людской поток непрерывно двигался на противоположный берег. Но вот как-то утром «юнкерсы» накрыли мост и запасные понтоны. Не спасла М. Г. Грабчука и щель, вырытая у переправы. Командир роты был ранен в голову.
В свою роту, уже на Днепре, старший лейтенант М. Г. Грабчук вернулся с забинтованной головой поздней осенью.
Наши войска форсировали реку. Кому-кому, а сапёрам при этом хватало работы. Гитлеровская авиация непрерывно наносила удары по переправе. Била по ней и артиллерия. Под огнём врага сапёры подводили всё новые понтоны, меняли настил, счаливали концы, делали всё, чтобы обеспечить пехоте и технике путь через Днепр.
Над рекой шёл воздушный бой. Бомбардировщики третий раз за день налетали на переправу, выводили из строя понтоны. Зенитчики сбили три «юнкерса». Бомбы рвались рядом. От сильного грохота ломило виски, но вот возникла новая опасность. Выше по течению вражеские самолёты успели сбросить в реку несколько плавающих мин. Взяв пулемёт, М. Г. Грабчук с отделением сапёров бросился на мост. Другое отделение на катере устремилось вверх по течению, навстречу минам.
Старший лейтенант издали видел, как сапёры с катера расстреливали мины: над рекой поднимались огромные водяные столбы. Вдруг зоркие глаза М. Г. Грабчука заметили мину, которая плыла, покачиваясь на воде, прямо к середине понтонного моста. С катера её, очевидно, не заметили и пропустили. Он быстро побежал по мосту к месту, куда шла мина. «Только бы не потерять её из виду. Только бы успеть расстрелять её, иначе мост рухнет!» — эта мысль несла его вперёд.
Вот он упал на настил моста, раздвинул сошки ручного пулемёта, прильнул щекой к прикладу и дал несколько коротких очередей по страшной цели. Брызги, сорванные пулями с водной глади, показали, что прицел взят правильно. М. Г. Грабчук затаил дыхание и дал длинную очередь. Оглушительный взрыв раскатился над рекой. Старший лейтенант вскочил и впился глазами в серую поверхность Днепра: не появится ли ещё один «сюрприз». Смотрели на реку и понтонёры, цепочкой растянувшиеся по мосту. Ведь прогляди они мину — и переправа взлетит в воздух.
Старший лейтенант М. Г. Грабчук был настолько захвачен минной охотой, что забыл о вражеских самолётах. А они тем временем снова стали бомбить мост. Не думал М. Г. Грабчук, что и на этот раз солдатам придётся уносить его с переправы. Да и подумать не успел. Всё совершилось в считанные секунды. Раздался оглушительный треск. Осколок бомбы раздробил голень правой ноги. Обломок понтона придавил руку, в которой М. Г. Грабчук держал пулемёт. Пока его вытащили из-под обломков понтона, он потерял много крови. Но зажила и эта рана.
Указом Президиума Верховного Совета СССР от 26 октября 1943 года за воинское мастерство и мужество, проявленные в боях при форсировании Днепра старшему лейтенанту Максиму Григорьевичу Грабчуку присвоено звание Героя Советского Союза с вручением ордена Ленина и медали «Золотая Звезда» (№ 1333).
М. Г. Грабчук не поверил своим глазам, когда в списке Героев, форсировавших Днепр, увидел свою фамилию. Его поздравляли, а он смущённо говорил: «Да что я такого геройского сделал? Воевал как все воюют. Роту надо поздравлять, а не меня одного».
8 августа 1944 года машина, в которой ехал капитан М. Г. Грабчук, наскочила на мину. Он был тяжело контужен. Но и в четвёртый раз, после лечения, стал в строй.
После окончания войны продолжил службу в Армии, но три ранения и контузия не прошли бесследно. 28 декабря 1948 года 37-летний майор Максим Григорьевич Грабчук скончался. Похоронен в Киеве на Байковом кладбище.

## Награды
- Медаль «Золотая Звезда»;
- орден Ленина;
- орден Красного Знамени;
- орден Отечественной войны 1-й степени;
- два ордена Красной Звезды;
- медали.